# Burg Lindenfels
Die Burg Lindenfels ist die Ruine einer mittelalterlichen Höhenburg im Westen der Stadt Lindenfels im hessischen Landkreis Bergstraße. Sie ist die am frühesten erwähnte Burg im inneren Odenwald und war über Jahrhunderte hinweg als Adelsburg von Bedeutung.

## Lage
Die Burg erhebt sich über das Dorf Schlierbach und bietet einen weiten Blick Richtung Süden in das Weschnitztal mit Fürth, Rimbach und der Tromm im Hintergrund.

## Geschichte
Der Ort Schlierbach gab der Burg den ursprünglichen Namen Schlierburg (zwischen 1077 und 1088 in der Lorscher Chronik als „Slirburc“ erwähnt). 1123 wurde die Burg das erste Mal als „Burg Lindenfels“ bezeichnet. Graf Berthold der Jüngere nannte sich „Graf von Lindenfels“. Im 12. und 13. Jahrhundert wechselten die Besitzer, darunter die Staufer und Welfen. 1277 kaufte Pfalzgraf Ludwig II. die Burg. Seit dem ausgehenden 15. Jahrhundert sank die Bedeutung der Burg. Am 17. Februar 1504 starb hier auf der Burg der württembergische Herzog
Eberhard VI. im pfälzischen Exil.
1728 zwangen leere Kassen die Pfälzer Verwaltung, den Bergfried abzureißen. 1779 wurden weitere Teile der Burg abgerissen. 1802 endete die Zugehörigkeit zur Pfalz, als die Landgrafschaft Hessen-Darmstadt Gebiet und Burg übernahm.

## Anlage
Die Burg besitzt eine im Laufe der Zeit mehrfach veränderte polygonale, fast kreisförmige Ringmauer. Sie besteht aus Granitquadern, Ecken, Türeinfassungen, Erker und andere Teile bestehen teilweise aus glatten Sandsteinquadern. Im Inneren der Kernburg sind nur noch Spuren der jüngeren Bebauung erhalten. Der stattliche runde Bergfried stand zentral freistehend im Hof. Seine Lage ist heute durch eine Aufmauerung angedeutet. Umgeben ist die Kernburg von drei Zwingern. Der innere Zwinger umschließt die Ringmauer in geringem Abstand. Die zwei äußeren Zwinger verlaufen in großzügigem Abstand mit teilweise integrierter Stadtmauer. Sie gehen auf das 14. Jahrhundert zurück.

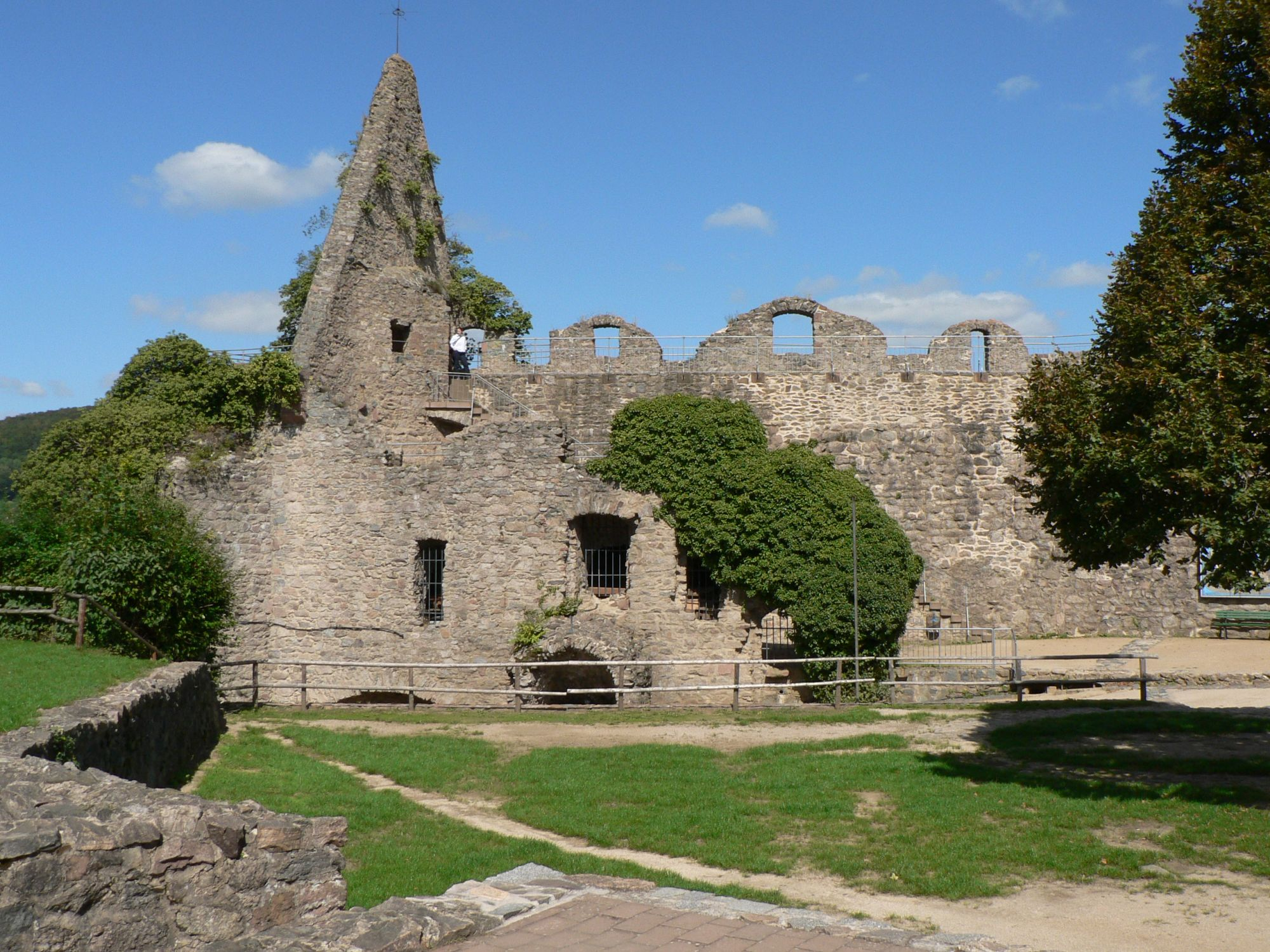
Ehemaliger Wohnbau
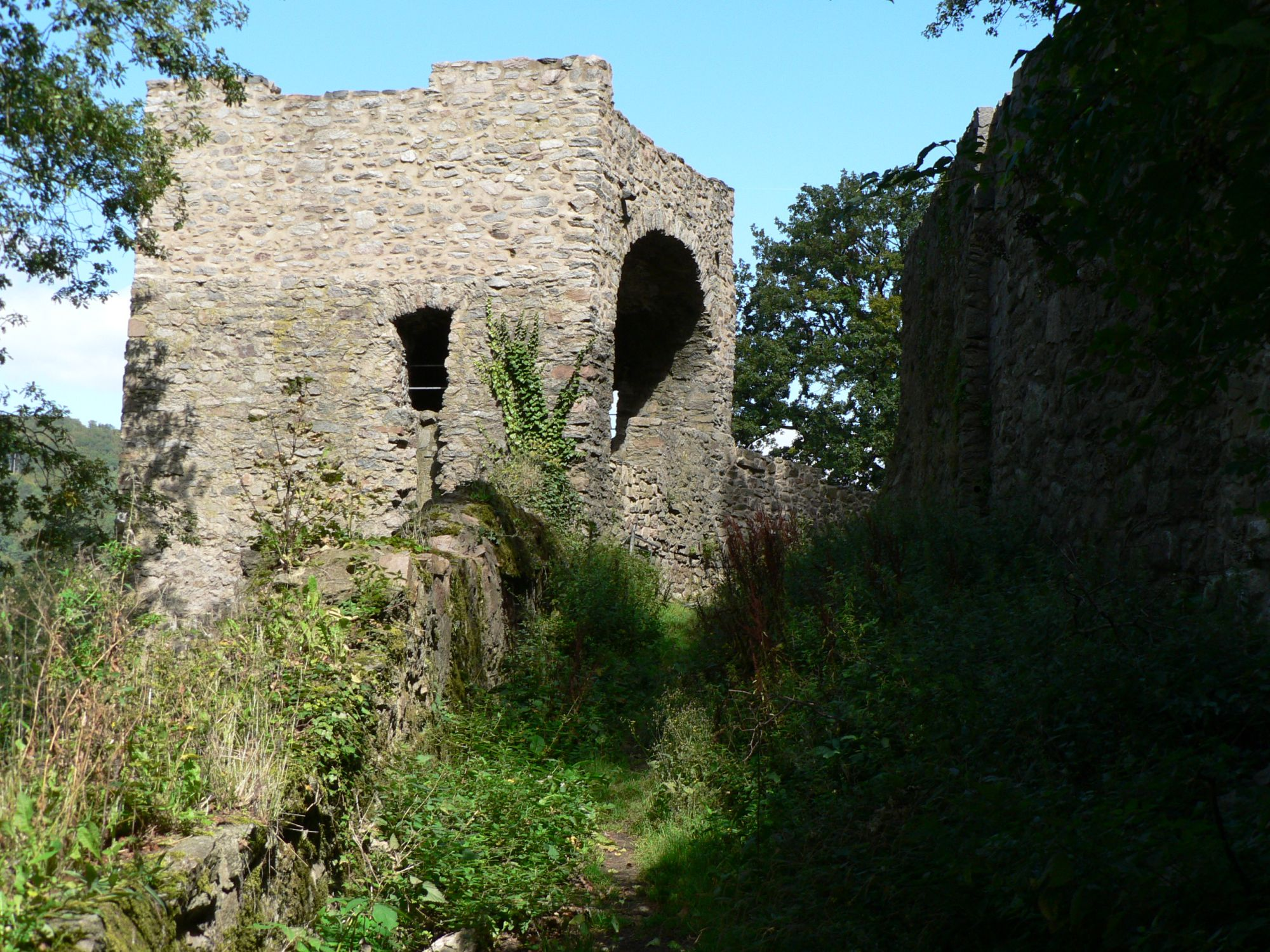
Nordturm
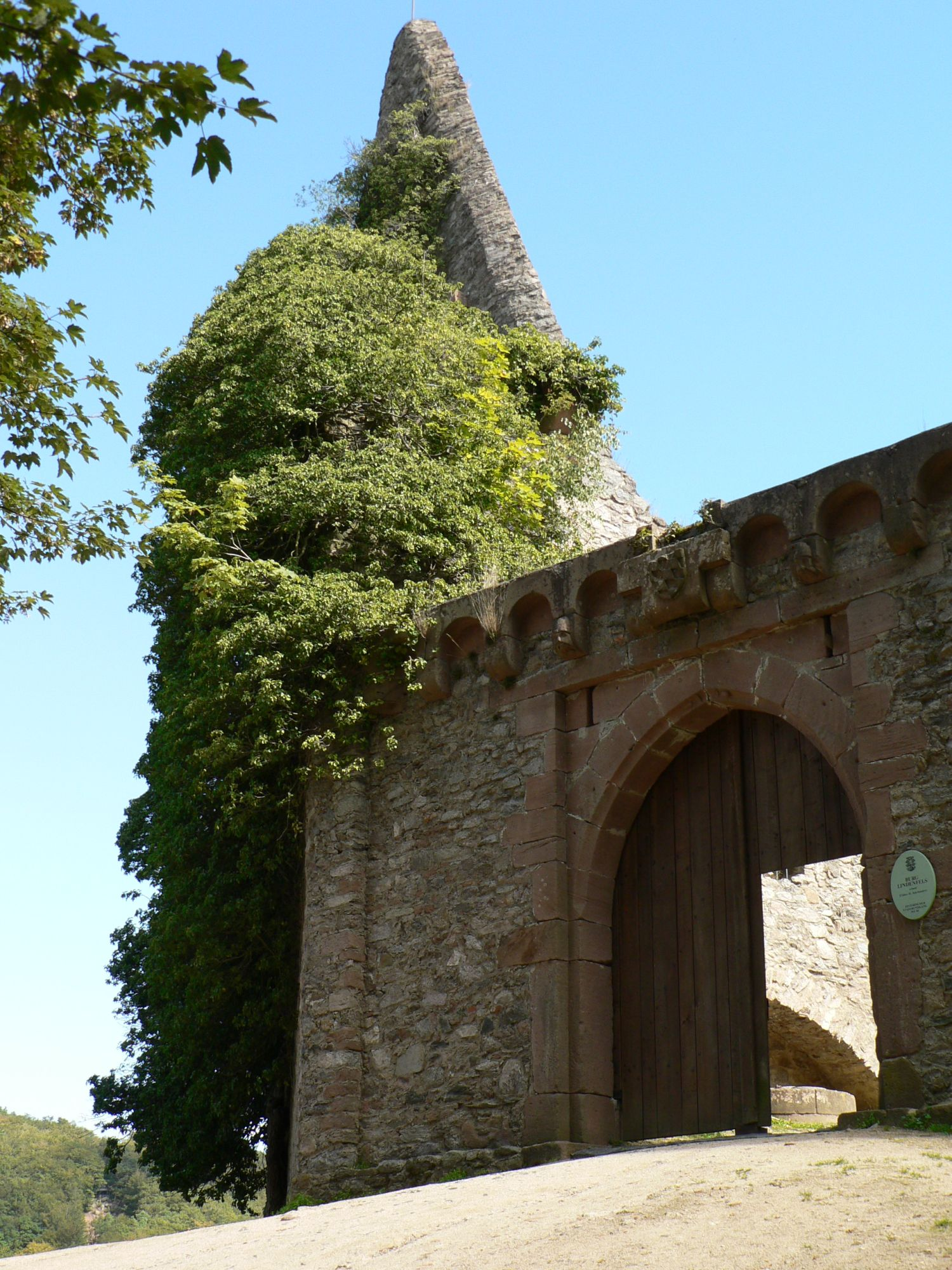
Burgtor und Giebel des Wohnbaus
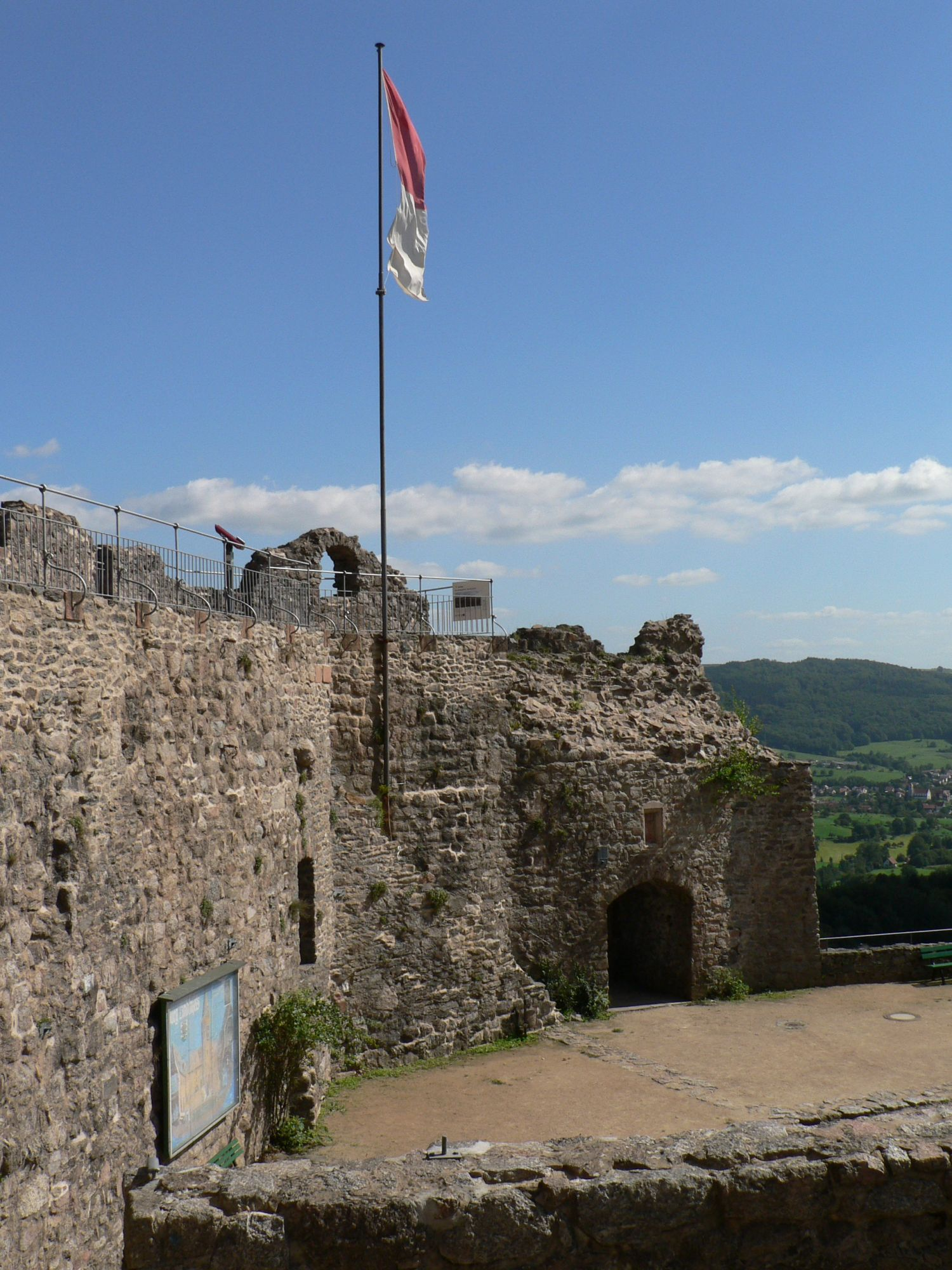
Ostseite der Burg